# Rati Agnihotri
Rati Agnihotri (hindi: रति अग्निहोत्रि, urdu: رتِ اَگنِہوترِ) ur. 10 grudnia 1960 w Mumbaju – bollywoodzka aktorka.

## Życiorys
Urodziła się w pendżabskiej rodzinie, od 1979 obecna w kinie indyjskim. Występuje też w filmach w językach urdu, tamilskim, telugu i kannada.
Jej siostra, Anita Agnihotri (Miss India) mieszka w Szczecinie, gdzie jest właścicielką indyjskiej restauracji "Bombay".

## Filmografia
- Aisa Kyon Hota Hain (2005)
- Pehchaan: The Face of Truth (2005) – Uttara D. Khanna
- Socha Na Tha (2005) – ciotka Aditi
- Ho Jaata Hai Pyaar (2005)
- Kis Kis Ki Kismat (2004) – p. Kokila Hasmukh Mehta
- Shukriya: Till Death Do Us Apart (2004) – Sandhya K. Jindal
- Dil Ne Jise Apna Kahaa (2004) – Dr. Shashi Rawat
- Kyun...! Ho Gaya Na (2004) – Meenakshi, matka Arjuna
- Dev (2004) – Dr. Bharati Singh
- Zakochani (2004) – Anju Kapoor, matka Karana
- Dukaan: Pila House (2004) – Wahidanbai
- Krishna Cottage (2004)
- Anyar (2003)
- Chupke Se (2003) – Almera Kochar
- Kaante (2002) – żona Majora
- Yeh Hai Jalwa (2002) – Smita Mittal
- Na Tum Jaano Na Hum (2002) – Maya Esha's Bua/ciotka
- Tumse Achcha Kaun Hai (2002) – matka Nainy
- Kranti (2002) – Sushma Singh
- Majunu (2001)
- Wspomnienia (2001) – Shalini Singh Puri (gościnnie)
- Kuch Khatti Kuch Meethi (2001) – Archana Khanna
- Jaan-E-Wafa (1990)
- Zalzala (1988) – Radha Shiv Kumar
- Hukumat (1987)
- Itihaas (1987)
- Dadagiri (1987) – Deepa (gościnnie)
- Dil Tujhko Diya (1987)
- Mera Suhag (1987)
- Ek Aur Sikander (1986) – doktor
- Zindagani (1986)
- Aap Ke Saath (1986) – Deepa/Salma
- babu (1985) – Pinky
- Bepanaah (1985) – Bhavna Bhardwaj
- Tawaif (film) (1985) – Sultana
- Bhawani Junction (1985)
- Dekha Pyar Tumhara (1985)
- Ek Se Bhale Do (1985)
- Jaanoo (1985)
- Karishma Kudrat Kaa (1985) – Radha (siostra Vijaya)
- Triveni (1985)
- Ulta Seedha (1985) – Shobha Roy
- Zabardast (1985) – Sunita
- John Jani Janardhan (1984) – Madhu
- Mashaal (1984) – Geeta
- All Rounder (1984) – Ritu
- Boxer (1984) – Rajni Khatau
- Mera Faisla (1984) – Rati Verma
- Paapi Pet Ka Sawaal i (1984)
- Rakta Bandhan (1984) – Roopa
- Coolie (1983) – Julie D'Costa
- Mujhe Insaaf Chahiye (1983)
- Main Awara Hoon (1983)
- Mazdoor (1983) – Smita Batra/Smita Ramesh Saxena
- Pasand Apni Apni (1983) – Geeta
- Rishta Kagaz Ka (1983)
- Shubh Kaamna (1983) – Sujata
- Star (1982 film) (1982) – Maya
- Waqt Ke Shehzade (1982)
- Ayaash (1982)
- Farz Aur Kanoon (1982)
- Johnny I Love You (1982)
- Kaliyuga Ramudu (1982)
- Sumbandh (1982)
- Swami Dada (1982) – Seema
- Sahhas (1981)
- Ek Duuje Ke Liye (1981) – Sapna
- Tirugu Leni Manishi (1981)
- Do Dil Diwane (1981)
- Jeene Ki Arzoo (1981)
- Satyam Shivam (1981)
- Shaukeen (1981) – Anita
- Kalinga (????) – Kannada
- Punnami Naagu (1980)
- Murattu Kalai (1980) – Kannamma
- Ullasa Paravaigal (1980)
- Niram Maaratha Pookkal (1979)
- Puthiya Vaarpugal (1979)